# Gerhard Heid
Gerhard Heid (* 3. Mai 1936 in Ludwigshafen am Rhein; † 19. März 1972 in Hamburg) war ein deutscher Fußballtrainer und -manager.
Heid war bis 1970 Jugendtrainer beim TuS Altrip und jeweils kurzzeitig Manager beim 1. FC Saarbrücken sowie Geschäftsführer bei Röchling Völklingen, die in der Regionalliga Südwest spielten. Beide Vereine entließen Heid schon bald wegen finanzieller Unregelmäßigkeiten.
Im Oktober 1970 wurde er vom Hamburger SV verpflichtet. Dort war er für den Aufbau und die Leitung eines professionellen Nachwuchsprogramms verantwortlich, dem er als Talentspäher auch geeignete Spieler zuführte. In den eineinhalb Jahren bis zu seinem durch einen Herzinfarkt verursachten frühen Tod mit 35 Jahren holte Heid eine Reihe später sehr erfolgreicher junger Spieler zum HSV, darunter Manfred Kaltz, den er 1970 vom TuS Altrip zum HSV mitgebracht hatte, Rudi Kargus, Caspar Memering und Peter Hidien.